# Sungai Iliran
Sungai Iliran is een bestuurslaag in het regentschap Indragiri Hilir van de provincie Riau, Indonesië. Sungai Iliran telt 1264 inwoners (volkstelling 2010).